# Ranxeria Northfork
La Ranxeria Northfork dels indis Mono de Califòrnia és una tribu reconeguda federalment dels amerindis mono. La Ranxeria North Fork també és el nom de la reserva de la tribu, que es troba al comtat de Madera (Califòrnia). Nim és com s'autodesigna.

## Cultura
La tribu North Fork està formada pels amerindis mono occidentals, la llar tradicional dels quals es troba al sud dels turons de Sierra Nevada a Califòrnia. La llengua mono forma part de la família lingüística uto-asteca. Les glans són l'aliment tradicional amb gran importància simbòlica. Llur història oral està inclosa en les narratives tradicionals mono.

## Registre
La constitució tribal de 1996 permet la inscripció oberta als descendents lineals elegibles dels Mono de Northfork. El seu nombre és de 1.800 individus, pel que una de les majors tribus natives de Califòrnia.

## Reserva
La Ranxeria North Fork ocupa 80 acres al llarg del límit occidental del Bosc Nacional Sierra, uns 80 kilòmetres al nord-est de Fresno (Califòrnia). La seu tribal es troba a North Fork (Califòrnia)